# Urdaneta (Miranda)
Pour les articles homonymes, voir Urdaneta.
Urdaneta est l'une des vingt-et-une municipalités de l'État de Miranda au Venezuela. Son chef-lieu est Cúa. En 2011, la population s'élève à 135 432 habitants.

## Géographie

### Subdivisions
La municipalité est divisée en deux paroisses civiles avec, chacune à sa tête, une capitale (entre parenthèses) :
- Cúa (Cúa) ;
- Nueva Cúa (Nueva Cúa).